# Cornwallius
Cornwallius — вимерлий травоїдний морський ссавець родини Desmostylidae. Корнвалліус жив уздовж північноамериканського тихоокеанського узбережжя з раннього олігоцену (хатт) до олігоцену (28.4—20.6 млн років).
Типове місце розташування — формація Чаттіан-Сук, острів Ванкувер, Британська Колумбія, Канада.
Cornwallius був названий Hay 1923. Його тип Desmostylus sookensis, названий Cornwall 1922 і рекомбінований у Cornwallius sookensis Hay 1923.
Скам'янілості були виявлені на півострові Нижня Каліфорнія, узбережжях штатів Орегон і Вашингтон і на острові Уналаска.